# Trang viên ở Pokrzywno, Poznań

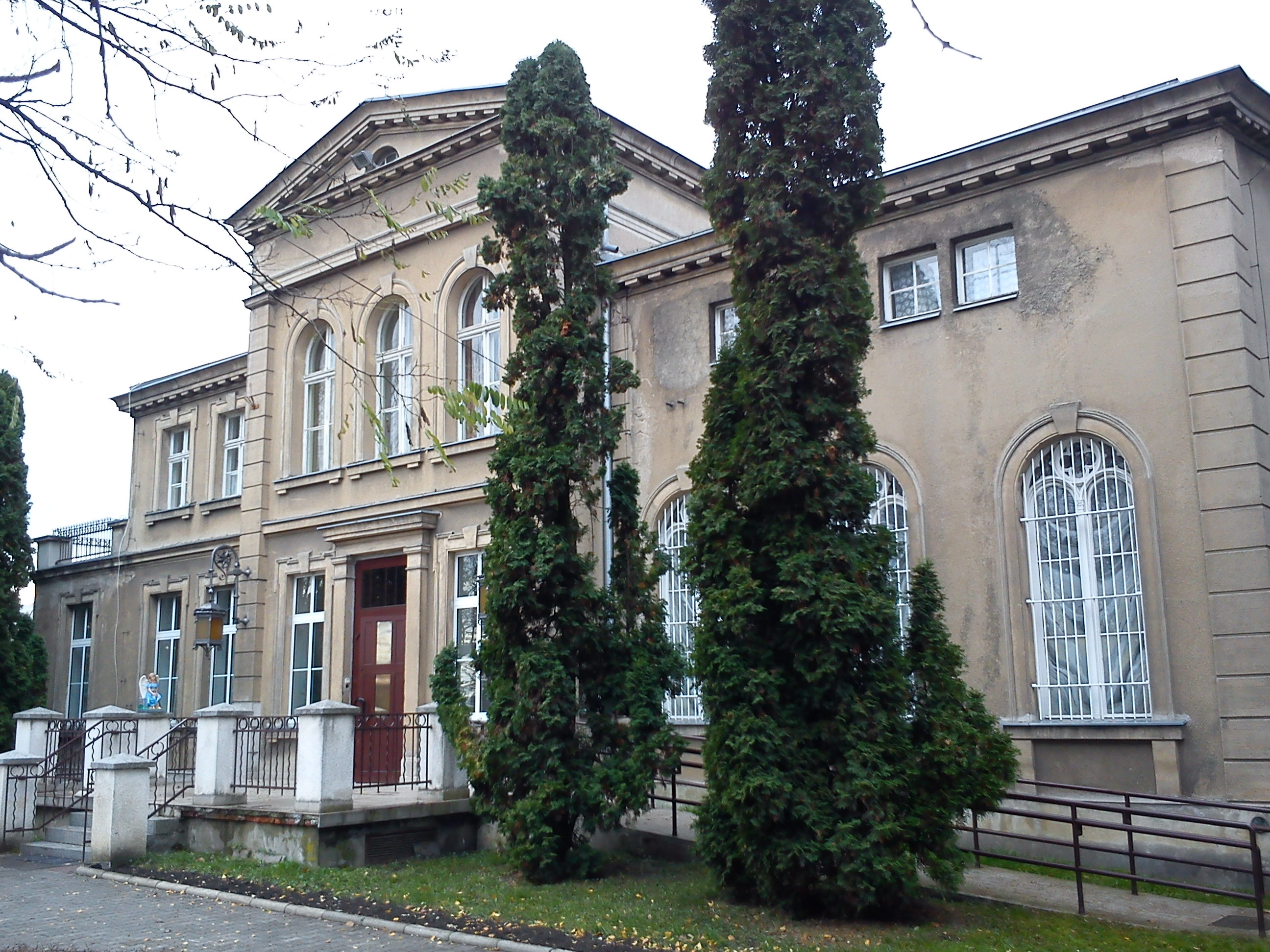
Trang viên ở Pokrzywno, Poznań (2012)

Trang viên ở Pokrzywno, Poznań (tiếng Ba Lan: Dwór na Pokrzywnie w Poznaniu) là một trang viên có từ cuối thế kỷ 19, tọa lạc ở số 2 Phố Pokrzywno, thành phố Poznań, Ba Lan, gần đường ray nhà ga Poznań Franowo. Hiện nay, công trình kiến trúc này là trụ sở của Dòng nữ tu Thánh Elizabeth (thuộc Giáo hội Latinh).

## Lịch sử hình thành
Trang viên này được một chủ sở hữu người Đức xây dựng vào cuối thế kỷ 19. Từ năm 1926, công trình này thuộc sở hữu của Dòng nữ tu Thánh Elizabeth (thuộc Giáo hội Latinh). Sau đó, trang viên được tân trang đáng kể. Một nhà nguyện dành cho Đức Mẹ Częstochowa được xây dựng nơi đây. Do đó, mặt tiền trang viên được cải tạo lại.

## Kiến trúc
Đây là một căn biệt thự được xây dựng theo phong cách Tân Phục Hưng, đặc trưng bởi một tòa tháp ba tầng và đồ trang trí phong phú. Xung quanh trang viên gồm: một công viên, một nhà nguyện dành cho Thánh Phanxicô thành Assisi, một bức tượng Chúa Kitô trong Vườn Cây Dầu, một tháp chuông và một bức tranh theo theo trường phái Tân nghệ thuật. Trong những năm 1970, do việc mở rộng ga đường sắt Poznań Franowo, diện tích công viên bị thu hẹp đi.